# Leucosyke hispidissima
Leucosyke hispidissima är en nässelväxtart som först beskrevs av Hugh Algernon Weddell, och fick sitt nu gällande namn av Friedrich Anton Wilhelm Miquel. Leucosyke hispidissima ingår i släktet Leucosyke och familjen nässelväxter. Inga underarter finns listade i Catalogue of Life.